# Alfonso Toft
Joseph Alfonso Toft (* 1866 in Handsworth, Birmingham; † 1964) war ein britischer Landschaftsmaler.

## Leben und Werk
Joseph Alfonso Toft wurde 1866 im Birminghamer Stadtteil Handsworth geboren. Er entstammte einer Künstlerfamilie: Sein Vater Charles Toft (1832–1901) war von 1876 bis 1888 ein angesehener Modellierer bei der Keramikfirma Wedgwood und arbeitete ebenfalls als Künstler. Sein älterer Bruder Albert Toft (1862–1949) war ein bekannter Bildhauer. Joseph Alfonso Toft war Mitglied des Royal Institute of Oil Painters. Er vertrat Großbritannien bei der Biennale von Venedig in den Jahren 1910, 1912 und 1914 und entwarf zudem die Medaille zur Krönung von König Georg V.
Joseph Alfonso Toft spezialisierte sich auf Landschaftsmalerei in Öl und Aquarell. Seine Werke zeichnen sich durch eine realistische Darstellung der britischen Landschaft aus. Ein bekanntes Werk ist beispielsweise The Cornfield, das sich in der Sammlung der Wolverhampton Art Gallery befindet.
Seine Arbeiten sind in mehreren öffentlichen Sammlungen vertreten:
- National Museum of Wales, Cardiff
- Birmingham Museum & Art Gallery
- The Potteries Museum & Art Gallery, Staffordshire
- Newcastle-under-Lyme Borough Museum & Art Gallery
- University of Hull
- Wolverhampton Art Gallery
- Royal Collection